# Plchůvky (železniční zastávka)
Plchůvky jsou železniční zastávka, která se nachází u vesnice Plchůvky v okrese Ústí nad Orlicí v Pardubickém kraji. Zastávka leží na jednokolejné elektrizované celostátní dráze Velký Osek – Choceň.

## Popis
Na železniční zastávce bylo umístěno jedno z posledních závorářských stanovišť, obsluhovalo mechanická přejezdová zabezpečovací zařízení na dvou přejezdech. V roce 2020 zde pracovalo sedm závorářů, z toho tři na DPČ. V roce 2021 bylo závorářské stanoviště zrušeno a nahrazeno světelným přejezdovým zařízením.[zdroj?]

## Přeprava
Na zastávce zastavují vlaky osobní přepravy pouze kategorie osobní vlak (Os). Tyto vlaky provozuje dopravce České dráhy. Vlaky vyšších kategorií (např. spěšné vlaky) na zastávce nezastavují, pouze projíždějí.[zdroj?]
Na zastávce není k dispozici osobní pokladna ani automat na jízdenky či čekárna pro cestující. Cestující jsou odbaveni průvodčím ve vlaku.[zdroj?]

## Přístupnost
Železniční zastávka Plchůvky není bezbariérová.